# Рафаел Перес
Рафаел Енрике Перес Алмейда (на испански: Rafael Enrique Pérez Almeida), или просто Рафа е колумбийски футболист. Играе на поста централен защитник, но може да се изявява еднакво добре като ляв и десен краен бранител.

## Състезателна кариера
Рафа е юноша на Реал Картахена. През 2009 г. дебютира за първия състав, като записва 68 мача и отбелязва два гола. През 2012 г. преминава в едноименния отбор от град Чунцин, Китай. Изиграва едва два мача, като в единия получава червен картон.
През 2013 г. се завръща в родината си и последователно носи екипите на Индепендиенте Меделин и Индепендиенте Санта Фе.
През 2013 г. подписва с бразилския Португеза, но не успява да се наложи в състава.
От началото на 2015 г. е състезател на Литекс Ловеч. 
През 2016 г. е футболист на ЦСКА (София). На 08.05.2017 г. Перес напуска ЦСКА.
През 2017 г. се завръща в родината си Колумбия и подписва с КД Атлетико Хуниор.